# Razpotje, Zagorje ob Savi
Razpotje je naselje v Občini Zagorje ob Savi.